# Schloss Tralau

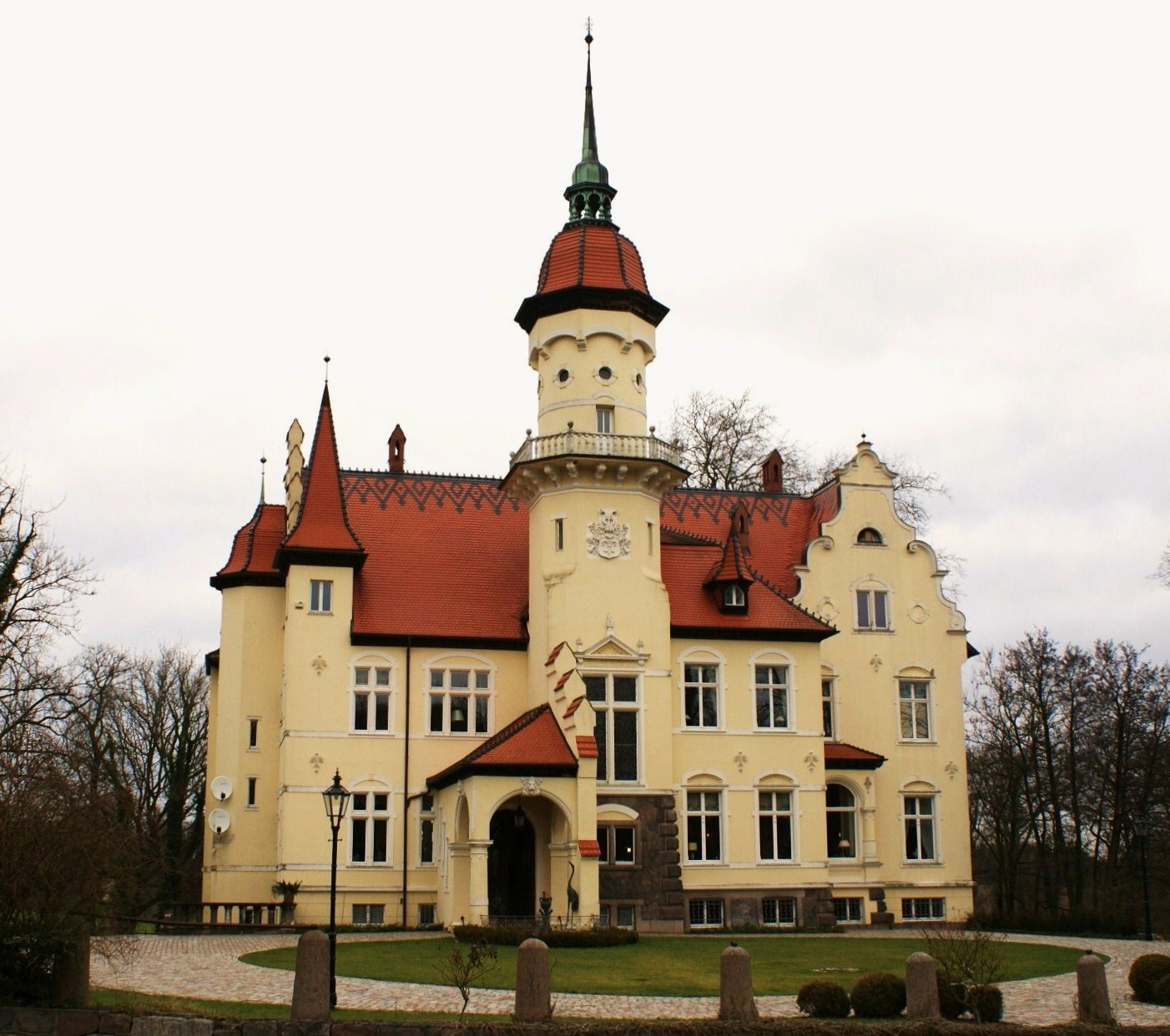
Das Herrenhaus Schloss Tralau

Das Schloss Tralau befindet sich in der Gemeinde Travenbrück im südlichen Schleswig-Holstein. Als Hauptgebäude des früheren Adligen Guts auf Tralau ist es eigentlich ein Herrenhaus, es wird aufgrund seiner pittoresken Gestalt jedoch schon seit geraumer Zeit als Schloss bezeichnet. Der Bau aus dem 19. Jahrhundert befindet sich in Privatbesitz und ist daher der Öffentlichkeit nicht mehr zugänglich.

## Geschichtlicher Überblick
Eine erste urkundliche Erwähnung des bereits in der Frühzeit besiedelten Areals ist auf das Jahr 1197 zu datieren. Tralau – der Name ist wendischen Ursprungs – lag im Mittelalter in der Grenzregion zwischen sächsischem und wendischem Gebiet und diente mit einer Wallburg der Grenzsicherung. Ein durch die Schauenburger belehntes und nach dem Ansitz benanntes Rittergeschlecht verblieb dort mit verschiedenen Linien bis zum Beginn des 15. Jahrhunderts. 1444 übernahm die alteingesessene Familie Brockdorff den Besitz, der in der Folgezeit von der Grundherrschaft zur Gutswirtschaft ausgebaut wird. Die Brockdorff blieben rund zwei Jahrhunderte auf Tralau, dann folgte ihnen 1647 ein Zweig der uradeligen Familie Rantzau, die das Gut 1702 wieder veräußerten. Das 18. und das 19. Jahrhundert waren von zahlreichen Besitzerwechseln und der Abkehr von der Leibeigenschaft, hin zur Zeitpacht geprägt. Zu den bedeutenderen Eigentümern in jener Zeit gehörten unter anderem von 1754 bis 1781 die Plöner Herzöge und von 1824 bis 1855 die Familie Buchwaldt. Bis zur Übernahme durch Preußen 1867 war das Gut auch Patrimonialgericht. 1890 gelangte Tralau in den Besitz der Familie Jenisch, die das heutige Herrenhaus errichten ließ. Weitere Besitzerwechsel folgten im 20. Jahrhundert. 1932 ging das Gut an den Maler Otto Graf Kerssenbrock, in dessen Familie es die nächsten Jahrzehnte verblieb. Während des Zweiten Weltkriegs und danach diente Tralau der Unterbringung von Ausgebombten und Flüchtlingen aus den deutschen Ostgebieten. Der Gutsbesitz wurde in der Folgezeit durch Parzellierung und Veräußerung der Ländereien zunehmend verkleinert. Außerdem wurde ein 300 Jahre altes Inspektorenhaus wiederhergestellt und das Haupthaus diente später für einige Jahre als Altersheim. Tralau befindet sich bis in die Gegenwart in Privatbesitz und wird bewohnt; das Herrenhaus ist nicht zugänglich und kann nicht besichtigt werden.

## Baulichkeiten

### Herrenhaus
Das heutige Schloss Tralau ist der Nachfolgebau einer mittelalterlichen Wasserburg und eines zu Beginn des 19. Jahrhunderts errichteten, zweigeschossigen Herrenhauses, das 1893 nach einem Brand abgerissen werden musste. Der Neubau des Gutshauses erfolgte in der Stilvielfalt des ausgehenden Historismus und vereint in sich Formen der Gotik, der Nordischen Renaissance und des Jugendstils. Das Haus, in seinen Ausmaßen eher eine typische Villa der Gründerzeit, erhielt ein burgartiges Aussehen und wurde bewusst in die sanft hügelige Landschaft eingepasst. Das Herrenhaus verfügt über zwei Vollgeschosse und einen hohen Turm, der als Aussichtsturm den Blick über die parkartige Umgebung zulässt. Die wandfeste Innenausstattung mit Vertäfelungen und Deckengemälden folgt dem Vorbild der Neo-Renaissance.
Das pittoresk aus verschiedenen Baukörpern bestehende und mit hohen Ziergiebeln gestaltete Schloss wurde zu Beginn des 20. Jahrhunderts um drei Fensterachsen nach Osten erweitert und erhielt einen zweiten Turm auf der Gartenseite; Erweiterungen, die in jüngerer Zeit wieder zurückgebaut wurden, so dass sich Tralau heute wieder in seinem ursprünglichen Zustand zeigt.

### Gutsanlage und Garten
Rund um das Schloss sind die Reste des einstigen Wirtschaftshofs mit seinen Nebengebäuden erhalten, während die Gutswirtschaft auf Tralau keine bedeutende Rolle mehr spielt. 
Die Gartenanlage wurde im Stil Englischer Landschaftsgärten gestaltet. Sie bildet mit ihren Wasserflächen und Baumgruppen den stilistisch passenden Rahmen für das vielgestaltige Herrenhaus, so dass ein Ensemble im Sinne der Romantik entsteht. Wie das Schloss befindet sich der Garten in Privatbesitz und beides ist nicht öffentlich zugänglich. 